# 카를로스파

카를로스파의 상징인 흰 배경에 붉은 부르고뉴 십자기의 모습.

카를로스파(스페인어: Carlismo 카를리스모[*])는 스페인의 왕당파 중 카를로스 데 몰리나 백작 (카를로스 4세의 차남)의 혈통을 옹립하려 한 전통주의, 정통주의 세력이다. 그리고 그 동조자들을 카를리스타(Carlista)라고 한다. 카를리스타는 이사벨 2세 (카를로스 4세의 장남인 페르난도 7세의 딸) 혈통이 왕위에 앉은 것을 불만시하였고, 스페인의 국력이 기울 때마다 그 원인을 이사벨 혈통으로 돌리며 준동했다. 카를로스파는 1830년대에 그 힘이 가장 강성했으며, 1898년 미서전쟁에서 스페인이 미국에 패배하여 대부분의 해외 식민지를 잃자 부활하여 여러 차례 카를로스파 전쟁을 일으키며 1936년의 스페인 내전에서도 주요 세력으로 참여했다.
카를리스타는 1833년부터 1975년까지 스페인 정계의 주요 세력으로 상존했었다. 하지만 1936년 카를로스계의 6번째 계승권자인 알폰소 카를로스 데 산하이메 공작이 아들 없이 죽으면서 카를로스계는 단절되고 (1874년 아들을 낳았으나 출산 직후 사망함) 프랑코 정권의 붕괴 이후 왕위에는 이사벨계의 후안 카를로스 1세가 즉위했다. 이후 오늘날의 카를리스타의 영향력은 거의 미미하다.

## 카를리스타 왕위 계승권자
| 계승권자 (카를리스타 주장에 따른 군주 번호) 생몰                 | 초상 | 탄생                                                                               | 결혼                                                                                                   | 사망                                 |
| ---------------------------------------------------------------- | ---- | ---------------------------------------------------------------------------------- | --- | ------------------------------------ |
| 카를로스 데 몰리나 백작 (카를로스 5세) 1833–1845                 |      | 1788년 3월 29일 아랑후에스 카를로스 4세와 마리아 루이사 디 파르마 공녀의 차남      | 1816년 9월 마리아 프란시스카 디 포르투갈 왕녀 슬하 3남 1838년 마리아 테레사 디 포르투갈 왕녀 자녀 없음 | 1855년 3월 10일 트리에스테 향년 66세 |
| 카를로스 데 몬테몰린 백작 (카를로스 6세) 1845–1861               |      | 1818년 1월 31일 마드리드 데 몰리나 백작과 포르투갈 왕녀 마리아 프란시스카의 장남   | 1850년 7월 10일 마리아 카롤리나 디 양시칠리아 왕녀 자녀 없음                                           | 1861년 1월 31일 트리에스테 향년 43세 |
| 후안 데 몬티손 백작 (후안 3세) 1860–1868                         |      | 1822년 5월 15일 아랑후에스 데 몰리나 백작과 포르투갈 왕녀 마리아 프란시스카의 차남 | 1847년 2월 6일 마리아 베아트릭스 폰 외스터라이히에스테 여대공 슬하 2남 사생아 1남 1녀                  | 1887년 11월 21일 호베 향년 65세      |
| 카를로스 데 마드리드 공작 (카를로스 7세) 1868–1909               |      | 1848년 3월 30일 류블랴나 데 몬티손 백작과 마리아 베아트릭스 여대공의 장남          | 1867년 2월 4일 마르게리타 디 파르마 공녀 슬하 1남 4녀 1894년 4월 28일 베르테 드 로한 자녀 없음         | 1909년 7월 18일 바레세 향년 61세     |
| 하이메 데 마드리드 공작 (하이메 3세) 1909–1931                   |      | 1870년 6월 27일 베베이 데 마드리드 공작과 파르마 공녀 마르게리타의 장남            | 비혼                                                                                                   | 1931년 10월 2일 파리 향년 61세       |
| 알폰소 카를로스 데 산하이메 공작 (알폰소 카를로스 1세) 1931–1936 |      | 1849년 9월 12일 런던 데 몬티손 백작과 마리아 베아트릭스 여대공의 차남              | 1871년 4월 26일 마리아 다스 네베스 디 포르투갈 왕녀 슬하 1남 요절                                      | 1936년 9월 29일 비엔나 향년 87세     |

## 같이 보기
- 반동주의